# کهنوج (سیرجان)
کهنوج یک روستا در ایران است که در شهرستان سیرجان واقع شده‌است.